# 魏默斯海姆巴赫河
49°01′34″N 10°57′16″E / 49.02605°N 10.954399°E
魏默斯海姆巴赫河是德國的河流，位於該國東南部，由巴伐利亞負責管轄，屬於施瓦本雷扎特河的左支流，河道全長4.5公里，流域面積5.5平方公里。